# جانشینی هسته‌دوست آروماتیک
جانشینی هسته دوست آروماتیک(به انگلیسی: Nucleophilic aromatic substitution) گونه‌ای از واکنش‌های جانشینی در شیمی آلی است که در آن یک عامل هسته دوست با یک گروه ترک‌کننده مانند یک هالید از روی حلقه آروماتیک جابجا می‌شود.این واکنش به طور اختصار به صورت SNAr نشان داده می شود.